# Bolívar (tỉnh Peru)
Tỉnh Bolívar (tiếng Tây Ban Nha: Provincia de Bolívar) là một tỉnh thuộc vùng La Libertad của Peru. Tỉnh Bolívar có diện tích 1719 km², dân số thời điểm theo điều tra dân số ngày 11 tháng 7 năm 1993 là 16814 người. Tỉnh lỵ đóng ở Bolívar.